# Michigan City (Indiana)
 For alternative betydninger, se Michigan City. (Se også artikler, som begynder med Michigan City)
Michigan City er en by i LaPorte County, Indiana, USA. Michigan City er den største by i LaPorte County, men er ikke county seat. Byens befolkning var 31.479 i 2010.

Michigan City er kendt for turisme, primært på grund af byens beliggenhed ved Lake Michigan.

## Geografi
Michigan City har et areal på 59.19 km² og ligger 191 m.o.h.

## Historie
Landområdet, der nu udgør Michigan City, blev købt af Isaac C. Elston i 1830. Byen blev grundlagt i 1836, hvor området havde 1.500 indbyggere.

## Bystyre
Michigan Citys borgmester er Ron Meer.

## Uddannelse
Michigan Citys skoledistrikt er Michigan City Area Schools, der omfatter én high school (Michigan City High School), to middle schools, og otte elementary schools. Der er også en privatskole, Marquette Catholic High School.

## Seværdigheder
- Blue Chip Casino, Hotel and Spa
- Indiana Dunes National Lakeshore
- Indiana State Prison
- Michigan City Generating Station
- Old Michigan City Lighthouse

## Kendte personer
- Abe Gibron
- Achy Obejas
- Allan Spear
- Amy Spindler
- Anita King
- Anne Baxter
- Charles Freeman Lee
- Daniel D. Bruce
- David E. Lilienthal
- Don Larsen
- Jean Baptiste Point du Sable
- John Huppenthal
- John L. Sieb
- Naomi Anderson
- Scott Pelath
- Ward Cunningham